# Themsepfad
Der Themsepfad ist ein 296 Kilometer (184 Meilen) langer Wanderweg in England, der dem Lauf der Themse folgt. Er führt von der Themsequelle bei Kemble (Gloucestershire) bis zum Sperrwerk des Flusses bei Woolwich im Südosten von London. Eine Fortsetzung am Südufer der Themse von etwa 16 km (10 Meilen) ist bis Crayford Ness möglich. Die Etappen sind zwischen 7 und 20 km (4,5 und 12,5 Meilen) lang.
Der 1996 eingerichtete Pfad wird als National Trail von Natural England, einer staatlichen Behörde, verwaltet und folgt, soweit möglich, dem Lauf des alten Treidelpfades.

## Fotografien

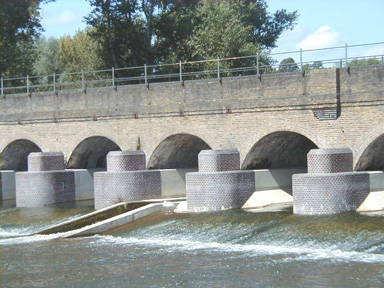
Eisenbahnbrücke bei Windsor
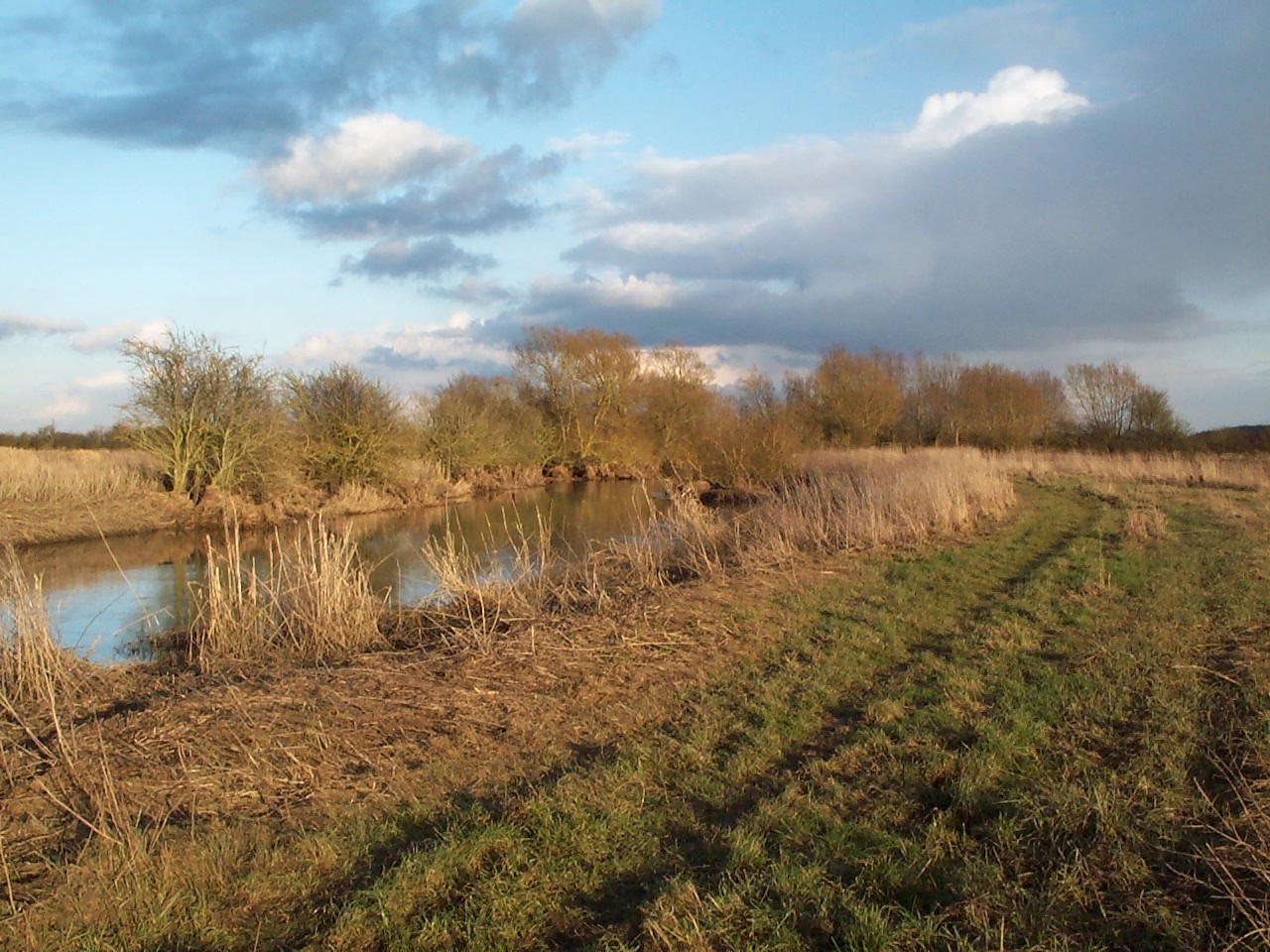
Am Oberlauf des Flusses
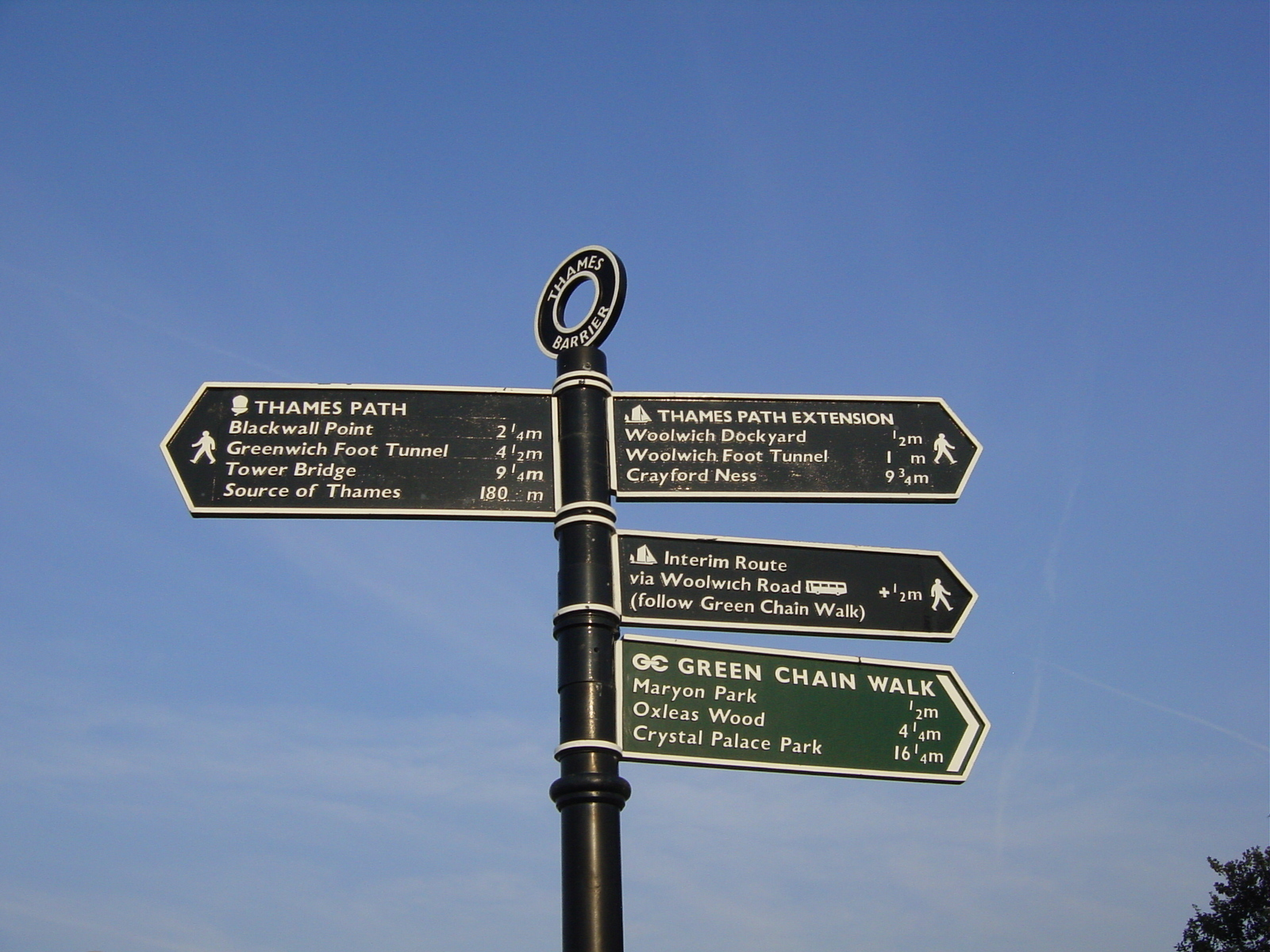
Wegweiser bei Thames Barrier
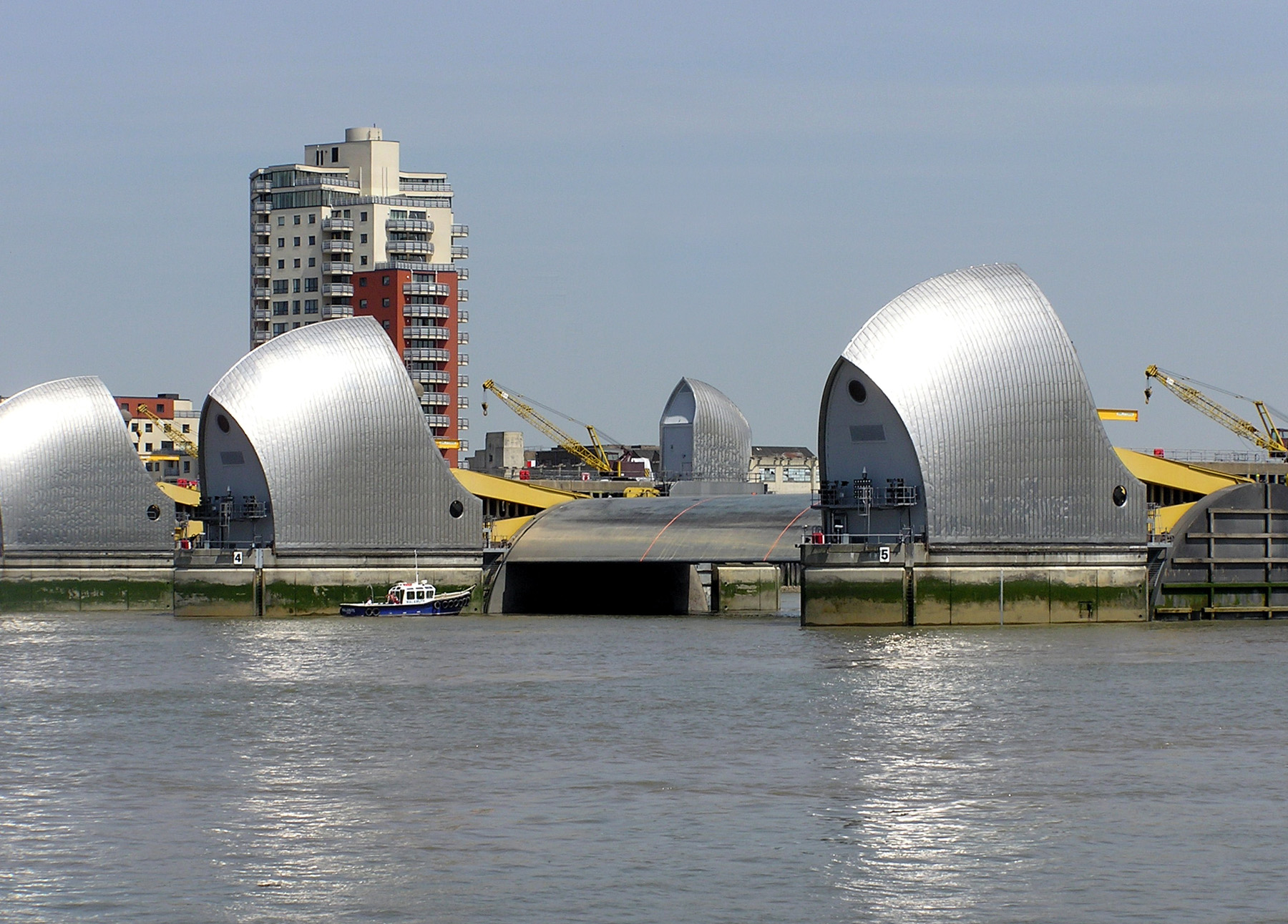
Themsesperrwerk
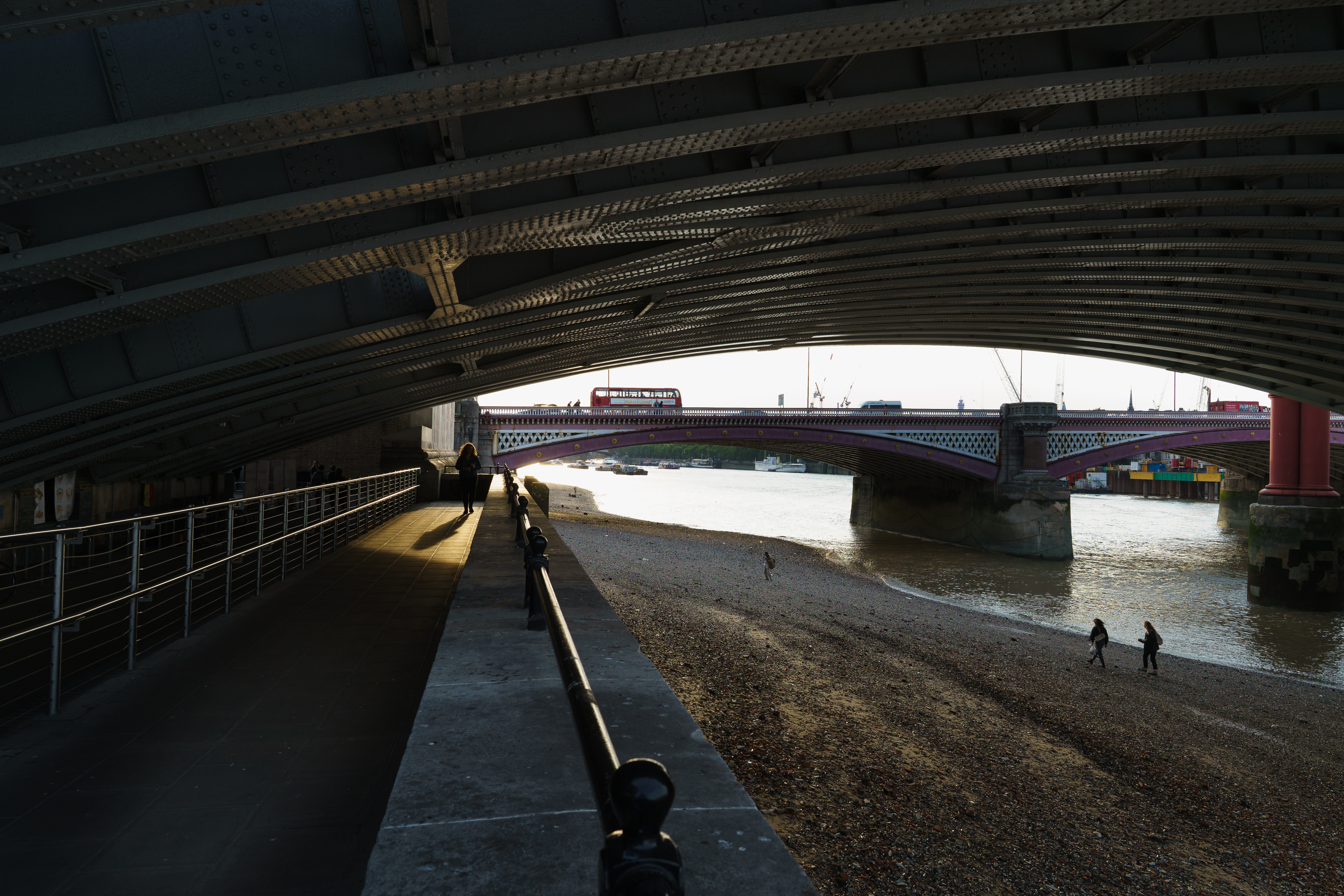
Thames Path unter der Blackfriars Railway Bridge